# Тимей из Тавромения
Тимей (др.-греч. Τίμαιος; около 356 — около 260 до н. э.) — древнегреческий историк, сын Андромаха, основателя Тавромения. 
Автор ряда сочинений, из которых наиболее значительное «История» (в 38 или 43 книгах), написал, в 352 — 325 годы до Рождества Христова, историю своей родины Сицилии, начиная с древнейших времен до 264 года до Рождества Христова.

## Биография
Тимей принимал деятельное участие в политической борьбе, происходившей на его родном острове Сицилии; был сторонником Тимолеона; изгнанный тираном Сиракуз Агафоклом (ок. 317 года до н. э.), переселился в Афины; по мнению одних, он там и умер, по мнению других — при Гиероне II вернулся на родину. Дожил до глубокой старости (умер около 260 года до н. э.).

## Труды
Тимей — знаменитейший историк Сицилии. Его труд «История» (Ἱστορίαι) — главный источник не только по истории этого острова в древности, но и вообще Италии и эллинов на Западе, а отчасти и Карфагена. Состоит он из 38 книг, из коих 33 обнимают историю Сицилии с древнейших времён до Агафокла, а 5 — историю последнего. Кроме того, как бы в виде приложения Т. написал ещё историю Пирра и его войн в Италии и Сицилии. Т. с большим трудолюбием и старанием собрал богатый материал, немало путешествовал, воспользовался надписями, изучал даже документы, касающиеся Карфагена и финикиян.
В особенности замечателен его труд в отношении хронологии: Тимей положил в основу своей хронологии список победителей на Олимпийских играх и ввёл таким образом тот счёт по Олимпиадам, который потом надолго стал общепринятым в исторических сочинениях. К этой общеэллинской хронологической системе он свёл отдельные местные системы — счёт по эфорам, по архонтам и тому подобному.
Полибий находил, что Тимею недоставало взглядов практического государственного человека. Вообще Тимей следовал отчасти риторическому направлению в греческой историографии, получившему господство в Греции со времён Исократа и его ближайших учеников. Пространные речи занимали в его труде видное место. Он придавал значение предзнаменованиям и снам, изречениям оракулов и различным предсказаниям; усматривал в событиях действие судьбы.
Труд Тимея оказал большое влияние на последующих историков: из него черпали Диодор Сицилийский, Помпей Трог, Плутарх; ему мы обязаны в основном теми сведениями по истории, географии и этнографии древней Сицилии и Италии, которыми мы располагаем.
«История» Тимея целиком до нас не дошла, а сохранились лишь её отрывки благодаря ссылкам и цитатам древних; они собраны в изданных Карлом Мюллером «Fragmenta Historicorum Graecorum» (тома I и IV).